# 漫画パチンコ大連勝
『漫画パチンコ大連勝』（まんがパチンコだいれんしょう）は、日本文芸社が発行していた日本の漫画雑誌。1997年創刊。毎月23日発売。
パチンコ漫画誌。また巻頭・巻中・巻末には新機種情報や攻略コラムなども掲載されていた。
2015年12月22日発売号をもって休刊。

## 連載作品
- カクヘン課長（神保あつし）
- パチテン～ホール店長というお仕事～（猿山長七郎）
- マサやんのオススメ銀玉道場（堂上まさ志）
- キリモリかすみの家計的銀玉奮闘記ヤリクリ （のんた丸孝）
- いつかは極上ゆきよし!!（ちゅうじょうゆきよし）
- まあな&かとくまの めざせ!! 貯玉10万発!!（加藤くま子）
- 遊ぶ!! おつぶ倶楽部（榊間おつぶ）
- 京楽だいすき。（山本幸男）
- 銀珠夫人（とりやま忠治）
- 極楽ホールを掘り当てろ!!（小平小平）
- 谷村ひとしの攻略バトル（谷村ひとし）
- 宮塚タケシのぶらりパチ日記（宮塚タケシ）
- 昼パチ翔太（原作：中澤浩史、作画：那須輝一郎）

## 過去の連載作品
- トコパチVSさくぱち（はだみちとし）
- ハネ★ジャン（池田可嵐）
- パチンコクリニック（塚原洋一）
- がみのじの勝ちたいんじゃけぇ!!（岸上寛）
- そっかぁ！！ココがキモだった！！（小平小平）
- たぬたぬプロジェクト（岡田がる）
- 「めざせ百萬円!!」スペシャル（赤坂まあな）
- 改名！？極上ゆきよし！！（ちゅうじょうゆきよし）
- 傾いて御免ネ！！（猿山長七郎）
- 新台ミシュり隊!!（なすのちぐさ）
- 闘パチ～勝つからオイシいパチンコだ！～（宮塚タケシ）
- 七つ星の竜（マーチン角屋）